# Burgstall Schlossbichl
Der Burgstall Schlossbichl, auch Burg Penzberg genannt, bezeichnet eine abgegangene hochmittelalterliche Höhenburg auf 600 m ü. NHN in Spornlage im Flurbereich „Schlossbichl“ unmittelbar westnordwestlich des städtischen Krankenhauses von Penzberg im Landkreis Weilheim-Schongau in Bayern.
Von der ehemaligen Burganlage, vermutlich eine kleine befestigte Holz-Erdanlage, ist nichts erhalten, die Stelle ist heute als Bodendenkmal D-1-8234-0010 „Burgstall des hohen Mittelalters (‚Schlossbichl‘)“ vom Bayerischen Landesamt für Denkmalpflege erfasst. Heute erinnern dort die Straßennamen Am Schloßbichl und Schloßfeldweg.